# Molophilus (Molophilus) perlucidus
Molophilus (Molophilus) perlucidus is een tweevleugelige uit de familie steltmuggen (Limoniidae). De soort komt voor in het Australaziatisch gebied.